# Akaneiro ni Somaru Saka
Akaneiro ni Somaru Saka (яп. あかね色に染まる坂, рус. «Холм в багряных сумерках») — японский визуальный роман, также известный под коротким названием Akasaka, разработанный компанией Feng и выпущенный для работы на персональных компьютерах в формате DVD 27 июля 2007 года. Версия с вырезанными эротическими сценами была выпущена под названием Akaneiro ni Somaru Saka: Parallel 31 июля 2008 года компанией GN Software для приставки PlayStation 2. Позднее, в декабре 2009 года, эта же версия была портирована на приставку PlayStation Portable под названием Akaneiro ni Somaru Saka: Portable.
На основе игры были созданы два романа лайт-новел, написанные разными авторами, и радиопостановка, вещание которой началось с апреля 2008 года. Манга была издана в мужском журнале Comp Ace издательства Kadokawa Shoten в июне 2008 года. Показ аниме-адаптации, созданной режиссёром Кейтаро Мотонагой, прошёл в Японии с октября по декабрь 2008 года.

## Геймплей
Большую часть времени игры игрок читает текст, появляющийся на экране и являющийся диалогом между главным героем и каким-либо персонажем. На определённых моментах игроку даётся выбор из различных вариантов ответа на вопрос. Время между такими моментами варьируется от одной минуты до более долгого. Время для принятия решения не ограничено, и в зависимости от принятого решения сюжет развивается в определённом направлении. В оригинальной версии имеет место шесть сюжетных линий для каждой из героинь соответственно. В версии для PlayStation 2 была добавлена ещё одна сюжетная линия. Для того, чтобы пройти сюжет всей игры, игроку придётся несколько раз переигрывать игру, принимая различные решения.

## Сюжет
Дзюнъити Нагасэ — ученик старшей школы, который за своё неподобающее поведение в средней школе получил прозвище «Geno Killer». Однажды он выручает девушку по имени Юхи Катагири. Позднее она переводится в его класс. Пытаясь спасти Юхи от опасности, Дзюнъити целует её. Не понимая, что происходит, Юхи кричит на Дзюнъити, но позднее приходит к нему домой. Позднее выясняется, что она — невеста Дзюнъити. Их родители решили, что Юхи и Дзюнъити в течение одного месяца будут жить вместе, чтобы проверить отношения. Если же их отношения не пройдут проверку, сделка будет расторгнута.

## Персонажи
- Дзюнъити Нагасэ (яп. 長瀬 準一 Нагасэ Дзюнъити)

Сэйю — Ватару Хатано
Главный герой сериала, ученик второго класса старшей школы. Имел дурную репутацию, учась в средней школе. Когда в его класс переводится Юхи Катагири, он в первый же день ссорится с ней. Он нарочито деликатно относится к окружающим, за что его часто дразнят окружающие, включая учителя. Однако в его жизни происходят радикальные перемены с появлением в его доме Юхи. Впервые встретив её, он был уверен, что она обычная беззащитная девочка и по недоразумению поцеловал её. После этого Юхи стала намного более агрессивной по отношению к нему. Но с течением времени между ними возникает любовь, хотя ни один из них этого не признаёт.
В аниме показано, что Дзюнъити испытывает романтические чувства к своей сестре Минато и часто думает о ней. В последней серии он понимает, что не может жить без Минато и признаётся ей в своих чувствах. В манге главный герой остаётся с Юхи, которую он тоже любит.
- Юхи Катагири (яп. 片桐 優姫 Катагири Ю:хи)

Сэйю — Риэ Кугимия
Главная героиня сериала. Красивая девушка, что иногда становится для неё проблемой, так как она подвергается преследованиям со стороны мужчин. Однажды, когда к ней начали приставать двое прохожих, её спас Дзюнъити. Она переводится в его школу, но из-за возникшего недоразумения начинает плохо думать о Дзюнъити. Однако её романтические чувства к нему с течением времени только усиливаются.
- Минато Нагасэ (яп. 長瀬 湊 Нагасэ Минато)

Сэйю — Ая Хирано
Младшая сестра Дзюнъити. Она младше его на год и ходит с ним в одну школу в первый класс. Способная домохозяйка, что является предметом её гордости. Обладает уникальной способностью обнаруживать поблизости присутствие животных и общаться с ними. Любит своего брата.
В оригинальной игре она приходится родной сестрой Дзюнъити, и сводной в более поздних переизданиях игры с рейтингом «для всех возрастов», последнее также подразумевается и в аниме адаптации. Аниме заканчивается тем, что Дзюнъити признаётся ей в любви, а в манге он не отвечает взаимностью на её чувства и остаётся с Юхи.
- Цукаса Кирю (яп. 霧生 つかさ Кирю Цукаса)

Сэйю — Марина Иноуэ
Одноклассница и подруга детства Дзюнъити, член клуба новостей. Любит сплетничать и дразнить Дзюнъити.
- Нагоми Сираиси (яп. 白石 なごみ Сираиси Нагоми)

Сэйю — Рё Хирохаси
Ученица первого класса, одноклассница Минато. Загадочная девушка, может появиться в любом месте в нужное время. По слухам является инопланетянкой.
- Мицуки Сина (яп. 椎名 観月 Си:на Мицуки)

Сэйю — Риэ Танака
Ученица третьего класса, президент школьного совета.
- Микото Татибана (яп. 橘 ミコト Татибана Микото)

Сэйю — Эрино Хадзуки
Ученица третьего класса, одноклассница Мицуки.
- Карен Аянокодзи (яп. 綾小路華恋 Аянокодзи Карен)

Сэйю — Эмири Като
Ученица второго класса, одноклассница Дзюнъити. В оригинальной игре отсутствует, впервые появляется в Akaneiro ni Somaru Saka: Parallel. Девушка из богатой семьи, ведёт себя, как леди. Она влюбляется в Дзюнъити.

## Разработка
Визуальный роман Akaneiro ni Somaru Saka является пятым проектом студии Feng и аналогом их четвёртого проекта Aozora no Mieru Oka. Для создания персонажей были приглашены различные дизайнеры: Цубасу Идзуми (дизайн Юхи, Мицуки и Микото), Рёхка (дизайн Минато и Нагоми), Акира Савано (дизайн главного героя и второстепенных персонажей). Сценарий был написан Кэндзи Сайто. В версию для PlayStation 2 была включена ещё одна героиня — Карен Аянокодзи, созданная Манабу Аои.

## История создания
23 июля 2007 года на официальном сайте компании Feng стала доступной для скачивания демоверсия игры Akaneiro ni Somaru Saka. Полная версия игры была официально выпущена 27 июля 2007 года в формате DVD для Microsoft Windows. Версия для PlayStation 2 была выпущена 31 июля 2008 года под названием Akaneiro ni Somaru Saka: Parallel (яп. あかね色に染まる坂 ぱられる Akaneiro ni Somaru Saka Parareru).

## Адаптации

### Лайт-новел
Первый роман, написанный Мицуки Мидзусаки и проиллюстрированный Акирой Савано, был опубликован 15 декабря 2007 года. Второй, написанный Мао Синдзи, был опубликован 29 февраля 2008 года Kill Time Communication.

### Радиопостановки
Радиопостановка под названием Koyama Rikiya×Hirohashi Ryō no Akaneiro ni Somaru Radio (яп. 小山力也×広橋涼のあかね色に染まるラジオ), созданная при поддержке Nico Radio, начала выходить в эфир 2 апреля 2008 года. Вещание проходило каждый вторник. Постановка состояла из семи частей. Для участия были приглашены некоторые актёры озвучивания оригинальной игры.

### Манга
Манга на основе игры начала издаваться Kadokawa Shoten в июне 2008 года. В её основу лёг сюжет оригинальной игры. Манга была проиллюстрирована Хомарё Сакадзуки.

### Аниме
Показ аниме, созданного студией TNK, проходил в период со 2 октября по 18 декабря 2008 года. Открывающая тема под названием "Hatsukoi Parachute" (яп. 初恋パラシュート Hatsukoi Parashūto) была исполнена Миюки Хасимото, закрывающая Sweet Gift — Риэ Кугимией. В дополнение к сериалу была создана односерийная OVA, выпущенная 26 июня 2009 года.